# Футбольна Асоціація Гренландії
Футбольна Асоціація Ґренландії (гренл. Kalaallit Nunaanni Isikkamik Arsaattartut Kattuffiat) — є керівним органом в гренландському футболі, займається організацією чоловічого і жіночого національних чемпіонатів, збірних країни. Організація була заснована в 1971 році.
Ґренландія не є членом ФІФА і тому не може брати участь в Чемпіонаті світу з футболу. Також Ґренландія не є членом жодної з конфедерацій. Це обумовлено тим, що Ґренландія не може проводити ігри на трав'яному покритті, тому що територія всієї країни покрита вічною мерзлотою. Але відносно недавно ФАҐ та ФІФА досягли угоди про використання технології FieldTurf, що допоможе збірній команді цієї країни провести перший міжнародний матч. Також саме Ґренландія була обрана місцем проведення FIFI Wild Cup 2010 року.
Число зареєстрованих гравців приблизно 4 000 при населенні в 57 100.